# Cuntarar
Sundaramurti Nayanar (în tamilă: சுந்தரர்), cunoscut sub numele Cuntarar (Cuntaramūrti) a fost un poet indian de limbă tamilă care a trăit în jurul anului 800.

## Opera
Cuntarar a scris imnuri șivaite.
Alături de Appar și Campantar, a alcătuit culegerea Tēvāram.
Prin scrierea Tiru-t-toṇḍa tokai ("Culegere de poezii despre sfinții Bhakta"), este considerat intemeietor al poeziei hagiografe tamile.